# Невключённая территория
Невключённая территория (Межселенная территория, немуниципальная территория, межобщинная территория, неинкорпорированная территория) — территория, которая не входит («не включена») в состав какой-либо административной единицы соответствующего уровня (обычно самого низкого, например, общины, поселения, коммуны, муниципалитета и так далее) и находится под непосредственным управлением вышестоящего уровня власти (района, провинции, штата и так далее).
Как правило, невключённые территории являются ненаселёнными, особенно в районах с низкой плотностью населения, но в некоторых странах существуют невключённые населённые пункты, как правило, небольшие или специального назначения (например, поселения, обслуживающие военные объекты).
Во многих странах практически все земли входят в состав какой-либо коммуны, общины или муниципалитета. В других случаях в состав местных административных единиц включены только территории, непосредственно прилегающие к населённым пунктам.

## Германия
По состоянию на 31 декабря 2007 года в Федеративной Республике Германия — Германии имеется 248 межобщинных территорий (нем. gemeindefreies Gebiet), не входящих в состав какой-либо германской общины (Gemeinde). 214 из них находятся в Свободном государстве Бавария. В основном это полигоны, леса, акватории озёр. В Германии есть только три населённых пункта, не входящих в состав общины (все они обслуживают военные полигоны): Остерхайде (815 жителей) и Лоххайде (756 жителей) в земле Нижняя Саксония и Гутсбецирк-Мюнзинген (211 жителей) в Земле Баден-Вюртемберг.

## Россия
В Российской Федерации — России невключённые территории называются межселенными территориями, то есть территориями, находящимися вне границ поселений (такие территории непосредственно входят в состав муниципального района).
Согласно законодательству межселенные территории могут образовываться на территориях субъектов Российской Федерации с низкой плотностью населения. Площадь межселенных территорий в разных субъектах Российской Федерации может быть различной — в регионах с высокой и средней плотностью населения их вообще нет, в отдельных регионах Крайнего Севера и Дальнего Востока межселенные территории охватывают практически всю территорию.

## США
В Соединённых Штатах существует понятие «невключённая община или сообщество» (англ. unincorporated community), которым обозначают населённый пункт, не имеющий собственных муниципальных властей и управляющийся вышестоящими органами власти. Невключённым является город Спрингфилд в Виргинии, в котором живёт около 30 тысяч человек, а в Силвер-Спринг, штат Мэриленд, — 76 тысяч человек. С другой стороны, существуют общины с населением всего 1 человек: например, деревня Монови (Небраска).
Помимо понятия «невключённой общины» в Соединённых Штатах существует понятие «неинкорпорированная территория» (англ. unincorporated territory) — территория, которая не входит в состав США, а является их владением. США владеют пятью островными неинкорпорированными территориями с постоянным населением: Американское Самоа, Американские Виргинские Острова, Гуам, Пуэрто-Рико, Северные Марианские Острова.